# Manoir de Kersénant
Le manoir de Kersénant est situé sur la commune de Trémel en France.

## Localisation
Le manoir est situé sur la commune de Trémel au sud du bourg à proximité du Yar, non loin de la chapelle Saint-Nicolas de Plufur, dans le département des Côtes-d'Armor, dans la région Bretagne.       

## Description
Le manoir est à la fois une ancienne résidence seigneuriale et une exploitation agricole.
La tour d'escalier, l'escalier en vis, quatre encadrements intérieurs de portes, certaines pierres de taille (linteaux en accolade et appuis saillants) du logis sont du XVIe siècle ; une partie importante du logis a été reconstruite en 1770 comme l'atteste un linteau du XVIe siècle réutilisé, à l'envers, au XVIIIe siècle.

## Historique
Le manoir a sans doute été pillé (ou brûlé), en 1590 pendant la guerre de la Ligue ce qui expliquerait ensuite sa reconstruction en 1770 (date portée). Il a été dessiné en 1931 par Henri Frotier de la Messelière, historien et généalogiste établis à Saint-Brieuc puis photographié en 1970 lors du pré-inventaire de la commune de Trémel. Lors de l'Inventaire du patrimoine de 2014, des photographies anciennes du manoir de Kersénant, déclassé en ferme, ont été communiquées par Jean Cudennec habitant Le Vieux Presbytère à Trémel. Cet édifice est en cours de restauration (août 2014).